# François Vidal (félibre)
 (juillet 2023).
Si vous disposez d'ouvrages ou d'articles de référence ou si vous connaissez des sites web de qualité traitant du thème abordé ici, merci de compléter l'article en donnant les références utiles à sa vérifiabilité et en les liant à la section « Notes et références ».
Pour les articles homonymes, voir François Vidal et Vidal.
François Vidal (né le 14 juillet 1832 à Aix-en-Provence et mort le 	
25 mai 1911 à Marseille) est un bibliothécaire, écrivain, typographe et musicien important dans la renaissance de la langue d'oc du XIXe siècle autour du Félibrige. Fondateur de l'Escolo de Lar, correcteur du Trésor du Félibrige, il a donné des œuvres très significatives à la littérature provençale dont son livre Lou Tambourin.

## Biographie
François Vidal est né à Aix-en-Provence, Bouches-du-Rhône le 14 juillet 1832 et mort à Marseille le 25 mai 1911. 
Le discours prononcé sur sa tombe par P. Roman, président de L'Escolo de Lar, est publié dans Le Mémorial d'Aix du 31 mai 1911.

### Carrière professionnelle
François Vidal s'intéresse à l'imprimerie et devint typographe. Il travaille à l'imprimerie Remondet-Aubin (sur le Cours Mirabeau à Aix-en-Provence) qui publie le journal Le Mémorial d'Aix et de nombreux ouvrages.
Il devient concierge de la bibliothèque Méjanes, où il sera ensuite bibliothécaire. En 1870, il est nommé conservateur adjoint de Jean-Baptiste Gaut. Il deviendra le conservateur de la bibliothèque, après plus de 30 années de travail, du 18 août 1896 au 1er mars 1897.

### Musicien
François Vidal est un musicien, il joue de nombreux instruments, mais avant toute chose il est tambourinaire. Vidal est le rénovateur de l'usage du galoubet-tambourin et son action fut déterminante pour l'avenir de ces deux instruments provençaux. Les Grands jeux floraux d'Apt en 1862, le couronne pour son livre Lou Tambourin. Cet ouvrage, publié par Remondet-Aubin en 1864, restera longtemps l'unique notice sur le tambourin. Il crée, avec Gaspard Michel, en 1868, la première école de galoubet-tambourin au conservatoire d'Aix-en-Provence.
François Vidal jouera, au XIXe siècle, pour la musique provençale et le galoubet-tambourin le même rôle que Frédéric Mistral pour la langue et la littérature provençale.

### Écrivain et poète
François Vidal est aussi un poète, un écrivain et un des éditorialistes du Mémorial d'Aix, il s'intéressait à tout. Il est cité 460 fois par Frédéric Mistral dans Lou Tresor dóu Felibrige, et on retrouve 16 références bibliographiques dans le livre d'Edmond Lefèvre. François Vidal était aussi un membre très actif de l'Académie des sciences, arts et belles-lettres d'Aix.

### Félibre
François Vidal est déjà présent lors des événements qui précédent la fondation du Félibrige, il participe avec son ami Jean-Baptiste Gaut à l'organisation du Roumavàgi deis Troubaires (rassemblement de poètes provençaux) en 1853 à Aix. Le Félibrige naîtra le 21 mai 1854. Après une courte querelle sur la graphie, les Aixois rejoignent Mistral. C'est en 1863 que naît l'association des Félibres d'Aix qui deviendra, en 1877, L'Escolo de Lar présidée après Jean Bonnafous par Jean-Baptiste Gaut et par François Vidal.
François Vidal sera nommé en 1876 parmi les premiers Majoraux du Félibrige.
Il prend une large part à sa composition mais surtout, c'est lui qui assurera la correction des épreuves, à l'imprimerie Remondet-Aubin, du Tresor dóu Felibrige. Il apparait parmi les auteurs cités par Frédéric Mistral.

### Prix littéraires et récompenses
- Le texte du futur livre Lou Tambourin est couronné aux Jeux Floraux d'Apt, à l'occasion du concours de poésie provençale de 1862.
- Il reçoit le prix d'honneur du concours littéraire des Jeux Floraux d'Aix le 13 juin 1886[7].
- Il sera nommé Maître en gai savoir par la Maintenance de Provence lors de la fête de la Sainte Estelle de Cannes en 1887[8].
- Il sera décoré des Palmes Académiques en 1890, en raison de ses nombreux travaux littéraires et de sa place dans le félibrige[9].

### Lou Tresor dóu Felibrige
Frédéric Mistral donne à l'imprimerie aixoise Remondet-Aubin, dans laquelle Vidal est correcteur, l'édition de son grand dictionnaire encyclopédique Provençal-Français, le Trésor du félibrige. Le premier fascicule sort en mars 1879, le dernier en août 1886. C'est donc sous la direction de François Vidal que sera édité Lou Tresor dóu Felibrige. Vidal prend une large part à la composition des 2 375 pages mais surtout, c'est lui qui assure la correction des épreuves. Ces sept années de travail lui coûteront la vue.
Cette œuvre est tellement épuisante que Frédéric Mistral autorise François Vidal à mettre à la fin de l'ouvrage les quelques vers suivants :
| Poème en provençal |  | Traduction en français |
| --- |  | --- |
| Pèr aquest bèu « tresor » de libre Ounte se chalo tout felibre, Encò de Remoudet ai susa moun degu ; Hosanna ! sian à l'acabado. La darriero pajo arribado, Tè, Mistral, te tòqui l'aubado : 'Mé tu, de couer e d'amo ai bèu sèt an viscu. F. Vidal. A-z-Ais, pèr sant Chapòli de 1886. |  | Pour ce beau « Trésor » de livre où prend plaisir tout Félibre, Chez Remondet, ma part, je l'ai transpirée ; Hosanna ! nous l'avons achevé. La dernière page arrivée, Tiens, Mistral je te donne l'aubade : Avec toi, de cœur et d'âme j'ai vécu sept belles années. F. Vidal. À Aix, pour la Saint-Hippolyte de 1886. |

Frédéric Mistral a écrit le Trésor, François Vidal l'a composé et corrigé.

### Principaux livres
- Lou tambourin. Istori de l'estrumen prouvençau seguido de la Metodo dou galoubet e dou tambourin e deis èr naciounau de Prouvènço – Remondet-Aubin à Aix-en-Provence et J. Roumanille à Avignon – 1864 – 300 pages[11]. L'édition de 1864 a été réimprimé deux fois, d'abord chez M. Petit, Raphèle-lès-Arles en 1978 puis chez Jeanne Laffitte reprints à Marseille en 1980.
- Les Manuscrits provençaux de la Méjanes – Achille Makaire à Aix-en-Provence – 1885 – 16 pages.
- Étude sur les analogies linguistiques du Roumain et du Provençal – Illy et Brun à Aix-en-Provence – 1885 – 29 pages[12].
- Aix-en-Provence. « Aquae Sextiae ». Guide des eaux thermales et de l'établissement avec hôtel, connu sous le nom de Bains Sextius... – Imprimerie de Chagnard à Aix-en-Provence – 1900 – 32 pages.
- Lei pescaire de Lar e lou councours de pesco Jan lou cassaire e pèire lou pescaire – Imprimerie Pourcel à Aix-en-Provence – 1905 – 8 pages.

## Source
Cet article est inspiré par le discours écrit par Jacques Mouttet, 15e Capoulié du Félibrige, et prononcé le 5 juin 2011 dans Le Jardin des Félibres de Sceaux, pour le 100e anniversaire du décès de François Vidal.